# Tetragnatha anamitica
Tetragnatha anamitica är en spindelart som beskrevs av Charles Athanase Walckenaer 1842. Tetragnatha anamitica ingår i släktet sträckkäkspindlar, och familjen käkspindlar.
Artens utbredningsområde är Vietnam. Inga underarter finns listade i Catalogue of Life.